# Устаріц Альдекоаталора Астарлоа
Устаріц Альдекоаталора Астарлоа (баск. Ustaritz Aldekoaotalora Astarloa; 16 лютого 1983, Абадіньйо, Біскайя, Іспанія), відоміший як Устаріц (баск. Ustaritz) — колишній іспанський футболіст, захисник. За національністю баск.

## Кар'єра
Свою кар'єру Устаріц почав з клубу «Атлетік Більбао» в 19 років, де потім виступав протягом усієї кар'єри, за винятком двох років, проведених у складі «Басконії». Більшість своїх матчів за «Атлетік» Устаріц провів у чемпіонаті та Кубку Іспанії, але в складі «Атлетіка» виступав і в першому розіграші Ліги Європи УЄФА. За збірну Іспанії не грав.
18 серпня 2011 року його віддали в оренду до «Реал Бетіс» строком на один сезон.
31 серпня 2012 контракт футболіста з «Атлетіком» розірвано за обопільною згодою.
Взимку перейшов до «Динамо» Тбілісі, де в першому ж сезоні став чемпіоном.
Улітку Устаріц забив два голи за чотири гри під час кваліфікації Динамо до Ліги чемпіонів 2013—2014. 30 січня 2014 року він повернувся на Піренейський півострів, підписавши контракт на півтора року з португальським клубом Ароука, що виступає в Прімейрі. Приблизно через рік, зігравши лише в двох іграх і менш як п'яти хвилинах на полі, він перейшов до іншого клубу з того самого дивізіону - Пенафієла.

## Досягнення
- Чемпіон Грузії: 2012/13, 2013/14
- Кубок Грузії: 2013, 2014

## Статистика
За офіційним сайтом «Атлетіка» на 13 лютого 2010
| Сезон   | Команда         | Ліга      | Чемпіонат | Чемпіонат | Кубок | Кубок | Єврокубки | Єврокубки | Суперкубок | Суперкубок |
| Сезон   | Команда         | Ліга      | М         | Г         | М     | Г     | М         | Г         | М          | Г          |
| ------- | --------------- | --------- | --------- | --------- | ----- | ----- | --------- | --------- | ---------- | ---------- |
| 2001/02 | Басконія        | Терсера   | 22        | 1         | -     | -     | -         | -         | -          | -          |
| 2002/03 | Басконія        | Терсера   | 18        | 0         | -     | -     | -         | -         | -          | -          |
| 2003/04 | Атлетік Більбао | Сегунда Б | 19        | 0         | -     | -     | -         | -         | -          | -          |
| 2004/05 | Атлетік Більбао | Сегунда Б | 27        | 0         | -     | -     | -         | -         | -          | -          |
| 2005/06 | Атлетік Більбао | Сегунда Б | 11        | 0         | -     | -     | -         | -         | -          | -          |
| 2005/06 | Атлетік Більбао | Ла-Ліга   | 17        | 0         | 0     | 0     | 1         | 0         | -          | -          |
| 2006/07 | Атлетік Більбао | Ла-Ліга   | 12        | 0         | 1     | 0     | -         | -         | -          | -          |
| 2007/08 | Атлетік Більбао | Ла-Ліга   | 20        | 0         | 3     | 0     | -         | -         | -          | -          |
| 2008/09 | Атлетік Більбао | Ла-Ліга   | 11        | 0         | 3     | 0     | -         | -         | -          | -          |
| 2009/10 | Атлетік Більбао | Ла-Ліга   | 15        | 1         | 1     | 0     | 3         | 0         | 2          | 0          |
| 2010/11 | Атлетік Більбао | Ла-Ліга   | 10        | 0         | 4     | 0     | -         | -         | -          | -          |